# 洪浩軒
洪浩軒（遊戲代號：Karsa，1997年2月14日—），臺灣《英雄聯盟》職業電競選手，以其帶動團隊節奏的打法著名。於2014年加入Machi開始職業生涯，並於2018年轉入LPL賽區。
先前效力於LPL賽區的微博電子競技俱樂部 (WBG)戰隊，2023年12月宣布加盟中信飛牡蠣，也是Karsa暌違六年重新回到PCS賽區（PCS前身為LMS賽區）。

## 職業生涯
2017年6月11日，Karsa於當天對上RG的比賽Game2結尾時跳離遊戲；由於此舉違反遊戲規章，LMS賽事方判處Karsa警告一支，閃電狼戰隊亦因此決定暫時將Karsa禁賽。同年12月2日，Karsa離開閃電狼；該月20日，Karsa加盟LPL隊伍RNG。
2019年11月27日，RNG官方宣佈Karsa的選手合約到期，他選擇不續約；同年12月6日，TES官方宣佈Karsa加盟TES。

## 團隊榮譽
- 2015年 IEM英特爾極限高手盃 Season 9 台北站 冠軍
- 2015年  LMS區域選拔賽 冠軍
- 2015年 第三屆香港電子競技總決賽 冠軍
- 2015年 英雄聯盟全球總決賽八強
- 2016年 LMS職業聯賽春季賽 總冠軍[8]
- 2016年 LMS職業聯賽夏季賽 總冠軍[9]
- 2017年 IEM英特爾極限高手盃 Season11 總冠軍[10]
- 2017年 LMS職業聯賽春季賽 冠軍
- 2017年 LMS職業聯賽夏季賽 冠軍
- 2018年 LPL職業聯賽春季賽 冠軍
- 2018年 MSI季中冠军赛 冠軍
- 2018年 LPL德瑪西亞夏季賽 冠軍
- 2018年 RR洲際系列賽亞洲賽區 冠軍
- 2018年 LPL職業聯賽夏季賽 冠軍
- 2018年 S8英雄聯盟世界大賽 -八強
- 2019年 LPL職業聯賽夏季賽 亞軍
- 2019年 S9英雄聯盟世界大賽 -十六強
- 2020年 LPL職業聯賽春季賽 亞軍
- 2020年 LPL&LCK季中盃 冠軍
- 2020年 LPL職業聯賽夏季賽 冠軍
- 2020年 S10英雄聯盟世界大賽 -四強
- 2020年 LPL德瑪西亞杯 冠軍
- 2022年 LPL職業聯賽春季賽 季軍
- 2023年 杭州亞洲運動會 電子競技英雄聯盟 亞軍
- 2023年 S13英雄聯盟世界大賽 -亞軍

## 個人榮譽
- 2015年 LMS職業聯賽夏季賽 最佳五人
- 2016年 LMS職業聯賽夏季賽

最佳五人
MVP（第二名）
- 2016年 LMS職業聯賽夏季季後賽 MVP
- 2016年 Riot巴塞隆納全明星賽 LMS賽區代表選手[11]
- 2017年 LMS職業聯賽春季賽

最佳五人
MVP（第三名）
- 2017年 LMS職業聯賽夏季賽 最佳五人[13]

- 2017年 Riot洛杉磯全明星賽 LMS賽區代表選手[14]
- 2020年 Riot全明星賽 LPL賽區代表選手

- 2018年LPL職業聯賽春季賽 最佳第三陣容
- 2018年LPL職業聯賽夏季賽 最佳第二陣容
- 2019年LPL職業聯賽春季賽 最佳第二陣容
- 2019年LPL職業聯賽夏季賽 最佳第三陣容
- 2021年LPL職業聯賽春季賽 最佳第二陣容
- 2022年LPL職業聯賽春季賽 達成第二十七位千殺選手（2022年2月21日）

## 外部連結
- Karsa的Facebook專頁
- Karsa （页面存档备份，存于）的Twitch
- Karsa （页面存档备份，存于）在Leaguepedia的頁面（英文）
- Karsa （页面存档备份，存于）在虎牙的直播